# Hans Weber (Politiker, 1908)
Hans Weber (* 1. August 1908 in Thun; † 9. November 1981 ebenda) war ein Schweizer Politiker (BGB).

## Leben
Weber übernahm 1934 die elterliche Bäckerei und war von 1944 bis 1946 Stadtrat der Bauern-, Gewerbe- und Bürgerpartei in Thun. Von 1946 bis 1954 war Weber dort nebenamtlicher Gemeinderat, von 1946 bis 1951 Berner Grossrat und von 1951 bis 1971 Nationalrat und dort Präsident der Militärkommission. Weber setzte sich besonders für das Gewerbe ein.